# Нижчі Верещаки
Нижчі Верещаки́ — село в Україні, в Олександрівській селищній громаді Кропивницького району Кіровоградської області. Населення становить 28 осіб.

## Історія
Станом на 1885 рік у колишньому власницькому селі Триліської волості Чигиринського повіту Київської губернії мешкало 543 особи, налічувалось 111 дворових господарств, існували православна церква, школа та постоялий будинок.
За переписом 1897 року кількість мешканців зросла до 768 осіб (394 чоловічої статі та 374 — жіночої), з яких 753 — православної віри.
Під час організованого радянською владою Голодомору 1932—1933 років померло щонайменше 220 жителів села.

## Населення
Згідно з переписом УРСР 1989 року чисельність наявного населення села становила 428 осіб, з яких 158 чоловіків та 270 жінок.
За переписом населення України 2001 року в селі мешкало 257 осіб.

### Мова
Розподіл населення за рідною мовою за даними перепису 2001 року:
| Мова       | Відсоток |
| ---------- | -------- |
| українська | 98,84 %  |
| російська  | 0,39 %   |
| інші       | 0,77 %   |